# Mahoma a Medina
El 622, Mahoma, profeta de l'islam, anà a viure a Medina amb els seus deixebles en l'emigració coneguda com a «hègira». Els magnats de la ciutat l'hi havien convidat per resoldre les disputes entre clans, cada vegada més agres. Hi visqué fins al desembre del 629, quan marxà de Medina per tornar a la Meca i conquerir-la.

## Context
Una delegació de Medina demanà a Mahoma, vist com a foraster neutral, que fes d'àrbitre suprem de tota la comunitat. El 620 ja feia un segle que duraven els conflictes a Yàthrib (com es coneixia Medina fins a l'arribada del profeta), principalment entre els habitants àrabs i els jueus. Les repetides matances i els desacords sobre les reclamacions que en resultaven, especialment després de la batalla de Bu'ath, havien deixat clar que els conceptes tribals de venjança i ull per ull no podien continuar funcionant sense un home investit amb l'autoritat necessària per resoldre les disputes. La delegació de Medina es comprometé en nom seu i dels seus conciutadans a acceptar Mahoma a la seva comunitat i protegir-lo com si fos un dels seus.
Mahoma indicà als seus deixebles que emigressin a Medina fins que gairebé no en quedà cap a la Meca. Alarmats per la marxa dels musulmans, els líders de la Meca ordiren un complot per assassinar-lo. El profeta ordenà al seu cosí i futur gendre, Alí, que dormís al seu llit per fer creure als assassins que encara era a la Meca (i que els combatés en lloc seu) i se n'anà de la ciutat d'amagat. El 622, Mahoma ja havia emigrat a Medina, un gran oasi agrícola. Una vegada consumada l'emigració, els líders de la Meca confiscaren la propietat dels emigrants musulmans originaris de la ciutat.
Una de les accions de Mahoma per resoldre els greuges antics que enfrontaven les tribus de Medina fou l'elaboració de la Constitució de Medina, un document que forjava una mena de fraternitat entre les vuit tribus de Medina i els musulmans que havien emigrat de la Meca. La Constitució establia els drets i deures de tots els ciutadans i governava les relacions de les diferents comunitats de Medina (incloent-hi les relacions entre els musulmans i les altres comunitats, concretament els jueus i altra «gent del Llibre»). Així com la comunitat sorgida de la Constitució, l'umma, tenia una perspectiva religiosa, també integrava consideracions pràctiques i conservava una part substancial del marc jurídic de les antigues tribus àrabs. No es pot afirmar amb rotunditat que Mahoma elegís Jerusalem com a orientació de les pregàries quotidianes (alquibla) per imitació dels jueus, car les informacions sobre la direcció de la pregària abans de l'hègira són contradictòries i, a més a més, ja hi havia altres grups a Aràbia que resaven mirant cap a Jerusalem.
El primer grup de conversos del paganisme a l'islam a Medina foren els clans que no havien tingut grans líders, però que havien patit els estralls ocasionats pels líders bel·licosos d'altres clans. La majoria de la població pagana de la ciutat no trigà a acceptar l'islam. Segons Ibn Ishaq, la conversió de Sad ibn Muadh, un dels prohoms de Medina, fou un factor clau en aquest procés.

## Relacions amb els creients de les religions abrahàmiques
Quan feia proselitisme a la Meca, Mahoma veia els cristians i els jueus (als quals es referia col·lectivament com a «gent del Llibre») com a aliats naturals, com a creients de les religions abrahàmiques que compartien els principis fonamentals dels seus ensenyaments, de manera que esperava ser acceptat per ells i obtenir el seu suport. En aquell moment, els musulmans resaven en direcció a Jerusalem, igual que els jueus. En la Constitució de Medina, Mahoma exigí la lleialtat política dels jueus a canvi d'una autonomia religiosa i cultural consagrada en nombrosos tractats.
Tanmateix, els clans jueus violaren aquests tractats per una disputa que tenien amb els musulmans, encara que alguns jueus es convertiren a l'islam. Després de la seva emigració a Medina, l'actitud de Mahoma envers els jueus i els cristians canvià «com a resultat de l'experiència de ser traït». Segons Norman Stillman:
| « | En aquest període decisiu i tan carregat de tensions que seguí l'hègira, en veure que els estudiosos jueus de Medina contradeien els seus ensenyaments, en feien befa i el rebutjaven, Mahoma acabà virant cap a una visió radicalment més negativa de la gent del Llibre a qui havien estat revelats els textos sagrats anteriors. La seva actitud ja havia començat a canviar durant el tercer període mequí, a mesura que el Profeta s'adonava de l'animadversió que hi havia entre els jueus i els cristians i dels desacords i les disputes que enfrontaven els creients de la mateixa religió. És en aquest moment que l'Alcorà declara que "relata als fills d'Israel la major part d'allò sobre el qual discrepen". | » |
| — | |   |

## Disputes internes

Mapa de la campanya de Badr

La repressió perpetrada pels mequís deixà els emigrants musulmans sense cap manera de guanyar-se la vida que no fos atacar les caravanes dels seus repressors. Aquestes ràtzies desembocaren en un conflicte armat entre els musulmans i els quraixites de la Meca. Mahoma anuncià versos de l'Alcorà que autoritzaven els musulmans, «els que foren expulsats de les seves cases», a combatre els mequís per defensar-se de la seva persecució (vegeu les aleies 39 i 40 de la sura 22 de l'Alcorà). Aquests atacs i el seu impacte sobre el comerç eren tota una provocació per als mequís, alhora que acreixien la riquesa, el poder i el prestigi dels musulmans amb vista al seu objectiu final d'obtenir la submissió de la Meca a la nova fe.
El març del 624, Mahoma es posà al capdavant d'uns 300 guerrers per atacar una caravana de mercaders de la Meca. Els musulmans pararen una emboscada als mequís a Badr, però aquests últims en tingueren coneixement i eludiren el parany. Els soldats que havien sortit de la Meca per defensar la caravana no tornaren a casa en sentir que el perill havia passat, sinó que anaren a buscar els musulmans i s'hi enfrontaren en la batalla de Badr. Els musulmans se sobreposaren a una inferioritat numèrica de més de tres a un i en sortiren victoriosos. Aquell dia caigueren com a mínim 45 mequís i en foren fets presoners una setantena, per només 14 baixes musulmanes. Entre els morts hi havia molts prohoms de la Meca, incloent-hi Abu-Jahl. Mahoma no intervingué personalment en el combat, sinó que dirigí la batalla des d'una cabana propera juntament amb Abu-Bakr. En les setmanes següents, uns mequís viatjaren a Medina per pagar els rescats d'aquells que havien estat capturats a Badr. Com que molts d'aquests últims eren fills de famílies riques, probablement foren rescatats per un import considerable. En general, els presos poc influents o de pocs recursos foren posats en llibertat sense necessitat de pagar. Els captius que es negaven a deixar de perseguir els musulmans i que no estaven disposats a pagar un rescat tot i tenir els mitjans per fer-ho foren condemnats a mort per Mahoma. El profeta manà executar immediatament dos quraixites que havien provat de matar-lo a la Meca, un dels quals era Uqba ibn Abi-Muayt. Els assaltants s'apoderaren d'un gran tresor i el resultat de la batalla contribuí a aglutinar la comunitat de Medina. Mahoma i els seus deixebles interpretaren la victòria com una confirmació de la seva fe i un esdeveniment cabdal en la vida de Medina. Els pagans que restaven a la ciutat estaven molt ressentits per la puixança de l'islam. En concret, Asmà bint Marwan i Abu-Afak compongueren versos que insultaven alguns musulmans i, per tant, infringien la Constitució de Medina. Mahoma no mostrà cap mena d'enuig quan tots dos foren assassinats. Ningú no gosà venjar la seva mort i, fins i tot, diversos membres del clan d'Asmà bint Marwan que s'havien convertit a l'islam en secret passaren a practicar-lo en públic. Aquesta fou l'última vegada que els pagans de Medina plantaren cara obertament a Mahoma.
El profeta feu fora de Medina els Banu Qaynuqà, una de les tres principals tribus jueves de la ciutat. L'oposició dels jueus podria haver tingut un rerefons tant polític com religiós. Veien amb escepticisme la noció d'un profeta que no fos jueu i tampoc no estaven convençuts que l'Alcorà fos plenament compatible amb els seus propis textos sagrats. A més a més, l'Alcorà afirma que l'islam és una restauració de la fe monoteista d'Abraham, que hauria estat tergiversada de diverses maneres clarament especificades pels jueus i els cristians. Els jueus començaren a conspirar amb els enemics de Mahoma a la Meca per fer-lo caure.
Després de la batalla de Badr, Mahoma també conclogué aliances amb diverses tribus de beduïns per protegir la seva comunitat d'atacs des del nord de Hijaz.

### Conflictes amb els quraixites
L'enfrontament de Badr feu inevitable una guerra total entre Mahoma i els mequís, desitjosos de venjar-se per la desfeta. Per mantenir la seva prosperitat econòmica, els mequís havien de recuperar el prestigi perdut a Badr, així que enviaren un escamot a fer una ràtzia a Medina per restaurar la confiança i explorar el terreny. Els atacants es retiraren immediatament després d'un atac llampec sense gaire efecte i sense arribar a entaular combat. En els mesos següents, Mahoma dirigí expedicions contra tribus aliades de la Meca i assaltà una caravana mequí. La reacció d'Abu-Sufyan ibn Harb fou reunir un contingent de 3.000 homes per atacar Medina, acompanyat per dones importants de la Meca, entre les quals hi havia la seva muller, Hind bint Utba, que havia perdut familiars a Badr. Les dones abrivaven les tropes seguint la tradició dels beduïns, cridant el nom dels morts a Badr.
Un dia més tard, un explorador avisà Mahoma de la presència i la mida de l'exèrcit mequí. L'endemà, els musulmans celebraren un consell de guerra per discutir la millor estratègia contra els mequís. Mahoma i molts musulmans prominents sostenien que era més segur restar a Medina i aprofitar les seves importants fortificacions. Els musulmans més joves, en canvi, es planyien que els mequís estaven destruint els seus conreus i que la reputació dels musulmans quedaria destrossada si no gosaven aventurar-se fora de les muralles de Medina. Finalment, Mahoma feu cas als joves i preparà les tropes musulmanes per a la batalla. El profeta menà els seus homes a la muntanya de l'Úhud, on havien fet campament els mequís. El 23 de març hi tingué lloc la batalla de l'Úhud.
Els seguidors de Mahoma dominaren els primers compassos del combat, però la manca de disciplina dels arquers que custodiaven una posició de gran importància tàctica conduí a una derrota tàctica dels musulmans, que patiren 75 baixes. Tanmateix, els mequís no assoliren el seu objectiu d'anihilar els musulmans. En lloc d'intentar ocupar Medina, tornaren a la Meca, car es veien incapaços de llançar una altra ofensiva contra Mahoma per les baixes que havien sofert, la moral baixa i la possibilitat de trobar-se amb resistència a l'interior de la ciutat. A més a més, esperaven poder convèncer Abd-Al·lah ibn Ubayy, cap d'un grup de musulmans de Medina, mitjançant la diplomàcia. Com a resultat de la desfeta, els detractors de Mahoma a Medina alçaren la veu dient que, si la victòria de Badr havia provat que era un vertader profeta, aleshores la derrota de l'Úhud demostrava el contrari. Mahoma anuncià els versos 133-135 i 160-162 de la sura «Al Imran», que expliquen la desfeta com un càstig per la desobediència dels musulmans i una prova de la seva fidelitat.

## Lluita pel suport dels nòmades
Tot i haver reunit tots els homes capaços de portar armes de Quraix i les tribus veïnes amigues, els mequís no havien reeixit a destruir la comunitat musulmana a la batalla de l'Úhud. Maldant per reclutar un exèrcit més poderós, Abu-Sufyan obtingué el suport de les grans tribus nòmades que vivien al nord i l'est de Medina difonent propaganda sobre la feblesa de Mahoma, prometent-los riqueses, evocant el prestigi dels quiraixites i oferint suborns.
En els dos anys següents a la batalla de l'Úhud, Mahoma feu tot el possible per sabotejar la formació d'aliances en contra seu. Cada vegada que es formava una coalició contrària als seus interessos, enviava una expedició a desbaratar-la. Reaccionava de manera contundent a tot intent dels seus enemics de sumar forces per atacar Medina. Per exemple, manà assassinar Kab ibn al-Àixraf, un membre de la tribu jueva dels Banu n-Nadir que havia viatjat a la Meca i havia escrit poemes per inflamar el dolor, la ira i la set de venjança dels mequís després de la batalla de Badr. Aproximadament un any més tard, Mahoma expulsà els Banu n-Nadir de Medina.
El profeta no fou del tot capaç d'impedir la formació d'una confederació en contra seu, però sí que aconseguí reforçar el seu propi exèrcit i dissuadir moltes tribus d'unir-se a aquesta confederació.

## Setge de Medina

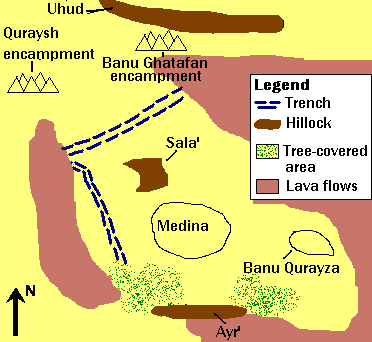
Batalla del Fossat

El capitost dels quraixites, Abu-Sufyan, reuní una host de 10.000 homes amb l'ajut dels Banu n-Nadir, la tribu jueva expulsada de Medina. Mahoma fou capaç de preparar 3.000 homes per plantar-los cara. A proposta de Salman, un persa que s'havia convertit a l'islam, adoptà una estratègia defensiva completament nova a Aràbia, consistent a excavar un fossat per defensar les aproximacions a Medina que estaven exposades a atacs de cavalleria.
La tribu jueva dels Banu Quraydha, que vivia al sud de Medina, fou acusada de traïdoria durant la batalla del Fossat. Una vegada repel·lida l'ofensiva dels coalitzats, els musulmans assetjaren els Banu Quraydha, el principal grup de jueus que restava a la ciutat. Després de la seva rendició, tots els homes de la tribu, tret d'alguns que es convertiren a l'islam, foren decapitats, mentre que les dones i els nens es convertiren en esclaus. A banda dels motius polítics, els historiadors i biògrafs àrabs han explicat el tractament dels jueus de Medina per Mahoma adduint que «el càstig dels jueus de Medina, que foren convidats a convertir-se i declinaren la invitació, és un exemple ideal de la sort reservada als que rebutjaren els profetes de l'antiguitat, segons els relats de l'Alcorà». En canvi, Francis E. Peters, un estudiós occidental de l'islam, sosté que cal examinar aquests fets des del prisma de la política, car el factor desencadenant no fou cap transgressió de la llei divina, sinó la traïció de Mahoma pels jueus. Peters afegeix que Mahoma, animat pels seus èxits militars, potser volia aprofitar el seu avantatge. Per altra banda, Mahoma patia per la pobresa dels migrants de la Meca, així que les represàlies també podrien haver tingut un rerefons econòmic. Segons Peters, el tractament dels jueus de Medina pel profeta fou «bastant extraordinari», «sense paral·lels en l'Alcorà» i «molt diferent del tractament dispensat per Mahoma als jueus [d'altres contrades]». L'Encyclopaedia of Islam explica que les accions empreses pel profeta contra les tres principals tribus jueves acostaren Mahoma al seu objectiu de configurar la comunitat seguint línies estrictament religioses, tot i que alguns jueus d'altres clans pogueren romandre a Medina.
Com que els mequís havien posat tota la carn a la graella per exterminar la comunitat musulmana en el setge de Medina, el seu prestigi es ressentí greument del seu fracàs en aquesta empresa. A més a més, les seves relacions comercials amb Síria quedaren estroncades. Posteriorment a la batalla del Fossat, el profeta menà dues expedicions cap al nord sense arribar a entrar en conflicte amb ningú. Quan tornava d'una d'aquestes expedicions (o, segons algunes fonts primerenques, uns anys abans), una de les seves mullers, Àïxa, fou acusada d'adulteri. Tanmateix, fou exonerada després que Mahoma anunciés que havia rebut una revelació, l'aleia 4 de la sura «An-Nur», que en confirmava la innocència i estipulava que calien quatre testimonis per acusar algú d'adulteri.

## Treva d'al-Hudaybiyya
Malgrat que els versos que exigien el hajj (pelegrinatge a la Meca) ja havien estat revelats, els musulmans encara no havien fet el pelegrinatge a causa de l'hostilitat dels quraixites. El mes de xawwal del 628, Mahoma ordenà als seus deixebles que obtinguessin animals per sacrificar i es preparessin per a un pelegrinatge (umra) a la Meca, comunicant-los que Déu li havia promès èxit en aquesta empresa mitjançant una visió en la qual el profeta s'havia vist afaitant-se el cap després de completar el pelegrinatge. Segons Lewis, Mahoma es veia amb cor de provar de prendre la ciutat, però de camí a la Meca es feu evident que seria un acte prematur i l'expedició es convertí en un pelegrinatge pacífic. Andrae discrepa, adduint que l'estat d'ihram dels musulmans (que restringia la seva llibertat d'acció) i l'escassetat d'armes que portaven indiquen que les intencions de Mahoma sempre havien estat pacífiques, opinió que comparteixen la majoria dels estudiosos de l'islam. En assabentar-se que s'aproximaven 1.400 musulmans, els quraixites destacaren 200 cavallers a barrar-los el pas. Per evitar aquest perill, Mahoma seguí una ruta més difícil que el conduí a al-Hudaybiyya, als afores de la Meca. Segons Watt, el seu motiu principal per fer el pelegrinatge era la visió que havia tingut, però també volia demostrar als mequís pagans que l'islam era una religió àrab i no constituïa una amenaça per al prestigi del seu santuari.
Els musulmans despatxaren emissaris a la Meca per entaular negociacions amb els seus habitants. En el transcurs d'aquestes converses, s'escampà el rumor que els quraixites havien mort un dels negociadors musulmans, Uthman ibn Affan. La resposta de Mahoma fou exhortar els pelegrins a jurar que no fugirien (o que acatarien totes les seves decisions) en cas de guerra amb els mequís. Aquest episodi fou conegut com el «Jurament del Bon Plaer» o «Jurament de l'Arbre». Tanmateix, les negociacions continuaren una vegada el rumor desmentit i culminaren en el Tractat d'al-Hudaybiyya, signat per deu anys. Les principals condicions del tractat eren les següents:
- les dues parts cessarien les hostilitats, tant directament com a través dels seus aliats;
- Mahoma no duria a terme el hajj aquell any, sinó el següent, quan la Meca seria evacuada durant tres dies a fi que els musulmans poguessin fer-hi el pelegrinatge;
- Mahoma faria tornar qualsevol mequí que se n'hagués anat a Medina sense permís del seu protector (segons William Montgomery Watt, aquesta disposició es referia versemblantment als menors d'edat o les dones); i
- tant Mahoma com els quraixites conservarien el dret d'establir aliances amb terceres parts.

Molts musulmans se sentiren enutjats per aquestes condicions, però la sura Al-Fath ('La conquesta') els assegurà que l'expedició havia estat tot un èxit. Els deixebles de Mahoma encara trigarien a adonar-se dels beneficis del tractat, que segons Welch incloïen el reconeixement de Mahoma com a igual pels mequís, la treva acordada i l'admiració dels mequís que havien quedat impressionats per la incorporació dels ritus del pelegrinatge.
Una vegada signada la treva, Mahoma feu la guerra a l'oasi jueu de Khàybar. Entre els motius que han plantejat els estudiosos occidentals de l'islam per explicar aquesta ofensiva hi ha la presència dels Banu n-Nadir, que abrivaven les tribus àrabs veïnes contra el profeta, o un intent de desviar l'atenció dels musulmans del resultat indecís d'al-Hudaybiyya amb una acció que servís per realçar el prestigi de Mahoma entre els seus seguidors i obtenir un botí de guerra. Segons la tradició musulmana, Mahoma hauria enviat cartes a governants de diferents parts del món exhortant-los a convertir-se a l'islam (la data exacta varia d'una font a l'altra). Entre d'altres, hauria enviat missives a l'emperador romà d'Orient, Heracli, el rei dels reis sassànida, Còsroes II, i el sobirà del Iemen. Tanmateix, la major part dels acadèmics crítics ho han posat en dubte.
En els anys que seguiren la treva d'al-Hudaybiyya, Mahoma marxà amb les seves tropes contra els àrabs de Muta (Transjordània), en territori romà d'Orient, segons la tradició, per venjar l'assassinat d'un ambaixador del profeta. Els musulmans sortiren escaldats de la batalla de Muta, tot i que fonts posteriors intentaren presentar-la com una victòria basant-se en el fet que la majoria d'ells aconseguiren retirar-se sans i estalvis.

## Conquesta de la Meca i expedicions militars posteriors
El ramadà del 8 dh (cap a l'octubre del 629), Mahoma sortí cap a la Meca amb uns 10.000 companys per prendre la ciutat als quraixites. Els Banu Bakr, aliats dels quraixites, havien violat el Tractat d'al-Hudaybiyya amb un atac contra els Banu Khuzaa, aliats dels musulmans. Una de les condicions del tractat era una treva de deu anys entre els musulmans, els quraixites i els seus respectius aliats. El profeta arribà a la Meca una setmana més tard i dividí el seu exèrcit en quatre regiments, cadascun dels quals accedí a la Meca per una porta diferent. La ciutat caigué als musulmans sense gaire vessament de sang i els quraixites es rendiren sense entaular el combat.
Després de la conquesta de la Meca, el profeta fou avisat de l'amenaça militar que representaven les tribus confederades dels hawazin, que estaven preparant un exèrcit el doble de gran que el de Mahoma. Els thaqif, de la ciutat de Taïf, hostils a la Meca com a resultat del declivi del prestigi dels mequís, feren causa comuna amb els hawazin. Les dues tribus foren derrotades a la batalla de Hunayn. Tot seguit, Mahoma dirigí una expedició contra l'Imperi Romà d'Orient i els seus federats gassànides del nord d'Aràbia, l'expedició de Tabuk. No arribà a entrar en contacte amb forces contràries, però sí que rebé la submissió d'alguns capitostos locals. L'expedició convencé els thaqif i altres grups de beduïns d'unir-se a Mahoma per protegir-se dels atacs i rebre una part del botí de guerra.
Un any i mig més tard, el 632, Mahoma feu el pelegrinatge del comiat i tornà a Medina, on emmalaltí i finalment morí el dilluns 8 de juny, després d'uns dies amb mal de cap i debilitat. Fou enterrat allà on hi havia hagut la casa de la seva muller, Àïxa. Aquesta part de la ciutat ha anat patint diverses transformacions amb el pas dels segles i actualment la tomba de Mahoma es troba sota la Cúpula Verda, a la Mesquita del Profeta.